# Хокім
Хокім (узб. hokim/ҳоким від араб. حاكم — «керівник, правитель, суддя») — голова місцевої державної адміністрації, мер (у місті), управитель (у районі), губернатор (в області) в Узбекистані.

## Функції хокіма
Представницькими органами влади в областях, районах та містах (крім міст районного підпорядкування, а також районів, що входять до складу міста) є Ради народних депутатів, які очолюють хокіми, які, виходячи з інтересів держави та громадян, розв'язують питання, віднесені до їхньої компетенції.
До ведення місцевих органів влади належать:
- забезпечення законності, правопорядку та безпеки громадян;
- питання економічного, соціального та культурного розвитку територій;
- формування та виконання місцевого бюджету, встановлення місцевих податків, зборів, формування позабюджетних фондів;
- керівництво місцевим комунальним господарством;
- охорона навколишнього середовища;
- забезпечення реєстрації актів громадянського стану;
- прийняття нормативних актів та інші повноваження, які не суперечать Конституції та законодавству Республіки Узбекистан.

Хокіми сприяють розвитку самоврядування на відповідній території, спрямовують діяльність органів самоврядування.
Хокіми мають право вступати в договірні відносини з органами державної влади та управління Республіки Каракалпакстан, інших адміністративних одиниць Республіки Узбекистан у межах наданої компетенції для проведення заходів, що надають спільний інтерес, створення спільних підприємств, господарських організацій, координації діяльності різних галузях та сферах управління.
Хокім ухвалює рішення та видає розпорядження.
Хокім є найвищою посадовою особою певної адміністративної одиниці та одночасно очолює представницьку та виконавчу владу на відповідній території.
Хокім міста Ташкента підзвітний Президентові Республіки Узбекистан та відповідальний перед Ташкентською міською Радою народних депутатів.
Хокіми нижчого рівня підзвітні хокімам вищого рівня та відповідальні перед відповідними Радами народних депутатів.
Рада народних депутатів та хокім забезпечують здійснення спільних для області, району та міста завдань соціального економічного розвитку, виконання на місцях законів, інших рішень, актів, прийнятих Президентом і Кабінетом міністрів, рішень Рад народних депутатів і хокімів вищого рівня, зв'язок між органами державної влади та управління Республіки Узбекистан та органами самоврядування громадян, залучення населення до управління областю, районом, містом.

## Порядок обрання та призначення
Хокім області або міста Ташкента призначається і звільняється з посади Президентом Республіки Узбекистан і затверджується відповідною обласною або Ташкентською міською Радою народних депутатів.
Хокім району / міста призначається та звільняється з посади хокімом області та затверджується відповідною Радою народних депутатів. Хокім області / району / міста призначається та затверджується з числа депутатів відповідної Ради народних депутатів.
Хокім району-в-місті / міста районного підпорядкування призначається та звільняється з посади відповідно до хокімом міста / району та затверджується міською / районною Радою народних депутатів.
У містах, які є районними центрами, хокім області правочинний підпорядкувати хокімові міста хокіму району та утворити єдині органи управління з подальшим затвердженням прийнятого рішення обласною Радою народних депутатів.
Термін повноважень Рад народних депутатів і хокімів складає п'ять років.